# Hochdorf-Assenheim
Hochdorf-Assenheim ist eine Ortsgemeinde im Rhein-Pfalz-Kreis in Rheinland-Pfalz. Sie gehört der Verbandsgemeinde Dannstadt-Schauernheim an.

## Geographie

### Geographische Lage
Der Ort liegt in der Oberrheinischen Tiefebene westlich des Rheins in der Metropolregion Rhein-Neckar.
Nachbargemeinden sind Rödersheim-Gronau, Dannstadt-Schauernheim, Böhl-Iggelheim und Meckenheim. Nächste größere Stadt ist Ludwigshafen am Rhein im Nordosten.

### Klima
Der Jahresniederschlag beträgt 532 Millimeter.

## Geschichte

### Geschichte von Hochdorf
Die fränkische Ortsgründung aus dem 7./8. Jahrhundert wurde erstmals 776 im Lorscher Codex in der Form „Hochthorph“ erwähnt. Der Name deutet auf den leichten, etwa fünf Meter betragenden, Geländeanstieg gegenüber dem östlich liegenden Assenheim hin.
Wahrscheinlich im 10./11. Jahrhundert, das genaue Jahr ist nicht bekannt, gelangte das vorher zum fränkischen Stammesherzogtum, danach zum deutschen Königsland gehörende Dorf in den Besitz des Klosters Weißenburg im Elsass. 1482 wurde Hochdorf an das Speyerer Domkapitel verkauft und ging 1487 an das Hochstift Speyer über, in dessen Besitz es bis zum Anschluss an Frankreich 1797 blieb.

### Geschichte von Assenheim
Assenheim wurde nach der Gründung durch die Franken im 6./7. Jahrhundert zuerst 777 im Lorscher Codex bereits in der seither unveränderten Form „Assenheim“ erwähnt.
Wie Hochdorf gehörte auch Assenheim zunächst zum Kloster Weißenburg, wurde aber 1340 als Lehen an den Grafen Jofried von Leiningen vergeben. Mit der Aufhebung des Klosters in der Reformationszeit wurden die Leininger Grafen zu Grundherren von Assenheim. Nach dem Augsburger Frieden 1555 nutzte man in Assenheim das durch Karl V. garantierte Recht der freien Glaubenswahl und schloss sich den Lutheranern an, Hochdorf blieb katholisch. Die Leininger Grafen behielten Assenheim bis 1797 in ihrem Besitz, lediglich unterbrochen in der Zeit von 1701 bis 1764, als Assenheim an das Speyerer Domkapitel verpfändet war.

### Die gemeinsame Geschichte nach 1797
Von der Zeit der französischen Herrschaft an (1797) ist die Geschichte beider Dörfer zum Großteil identisch. Nach Abzug der Franzosen wurden Hochdorf und Assenheim 1816 dem Rheinkreis (der späteren Pfalz (Bayern)) im Königreich Bayern zugeordnet. Mit dem Recht der Selbstverwaltung gehörte man zum Kanton Mutterstadt, innerhalb des Landkommissariats Speyer. Wegen des rasanten Wachstums der jungen Industriestadt Ludwigshafen und der umliegenden Orte wurde 1886 das Bezirksamt Ludwigshafen eingerichtet, zu dem dann auch Hochdorf und Assenheim gehörten. Nach dem Ersten Weltkrieg standen sie unter französischer Besatzung (1918–1930). Nach dem Zweiten Weltkrieg kamen Hochdorf und Assenheim zum damals neu gebildeten Land Rheinland-Pfalz in den Landkreis Ludwigshafen am Rhein, heute Teil des Rhein-Pfalz-Kreises. Am 7. Juni 1969 wurde aus den vorher selbständigen Gemeinden Hochdorf und Assenheim die Ortsgemeinde Hochdorf-Assenheim neu gebildet.

### Konfessionsstatistik
Im Jahr 2008 waren 41,6 % der Einwohner katholisch und 28,8 % evangelisch. Die Übrige 29,6 % gehörten einer anderen Glaubensgemeinschaft an, oder waren konfessionslos. Die Zahl der Katholiken und der Protestanten ist seitdem gesunken. Ende Mai 2022 waren von den Einwohnern 30,4 % katholisch, 23,1 % evangelisch und 39,8 % waren konfessionslos oder gehörten einer anderen Glaubensgemeinschaft an.

### Einwohnerentwicklung

#### Einwohnerentwicklung von Hochdorf
Die erste Erhebung von Bevölkerungszahlen weist im Jahr 1412 etwa hundert Personen aus. Diese Zahl wurde auch 300 Jahre später kaum überschritten, zwischenzeitlich kam es aber kriegsbedingt zu starken Bevölkerungsrückgängen. In diesem gesamten Zeitraum bestand der Ort ausschließlich aus dem Gründungskern entlang der Hauptstraße von der katholischen Pfarrkirche im Osten bis zum Schul- und Gemeindehaus im Westen. Im 18. Jahrhundert stieg infolge der Wiederbesiedlung nach dem Pfälzischen Erbfolgekrieg die Bevölkerung auf etwa 300 Personen an, die Besiedlung der Hauptstraße setzte sich nach Westen und Osten fort. Der erste Katasterplan von 1837 zeigt Hochdorf immer noch als reines Straßendorf, dessen etwa 540 Einwohner zwischen der Abzweigung der Assenheimer Straße und der Haßlocher Straße siedeln. Im westlichen Teil setzte in den folgenden Jahrzehnten die Ausweitung der Bebauung ein, in den 1920er Jahren wurde durch Bebauung der nach Süden abzweigenden Straßen der Charakter als Straßendorf aufgehoben.
Zwischen den beiden Weltkriegen und in der Nachkriegszeit entstanden vor allem Häuser von Arbeitern und Angestellten, 1960 lebten in Hochdorf 1150 Menschen.

#### Einwohnerentwicklung von Assenheim
Der Gründungskern Assenheims liegt im Bereich um das ehemalige Rathaus und die protestantische Pfarrkirche entlang der Langstraße. Vermutlich ist die Besiedlung erst im 18. Jahrhundert über den ursprünglichen Kern hinausgetreten. Ein stärkerer Anstieg der Bevölkerungszahlen erfolgte durch Aufhebung feudaler Abhängigkeiten und der Möglichkeit des freien Zuzugs Anfang des 19. Jahrhunderts. Von 350 Einwohnern im Jahr 1800 stieg die Zahl auf 493 im Jahr 1837, in dem der erste Katasterplan erstellt wurde. Die Bebauungsgrenzen aus dieser Zeit, die neben der Langstraße die südlich gelegene Parallele aus Hohlstraße und Westerstraße umfassten, hatten bis nach dem Zweiten Weltkrieg Bestand, im Wesentlichen wurden in dieser Zeit Baulücken geschlossen.
Durch die seither erschlossenen Neubaugebiete verdreifachte sich die besiedelte Fläche, 1975 hatte Assenheim mehr als 1000 Einwohner.

## Politik

### Gemeinderat
Der Gemeinderat in Hochdorf-Assenheim besteht aus 20 Ratsmitgliedern, die bei der Kommunalwahl am 9. Juni 2024 in einer personalisierten Verhältniswahl gewählt wurden, und dem ehrenamtlichen Ortsbürgermeister als Vorsitzendem.
Die Sitzverteilung im Gemeinderat:
| Wahl | SPD | CDU | FWG | Gesamt   |
| ---- | --- | --- | --- | -------- |
| 2024 | –   | 7   | 13  | 20 Sitze |
| 2019 | 3   | 6   | 11  | 20 Sitze |
| 2014 | 5   | 9   | 6   | 20 Sitze |
| 2009 | 6   | 8   | 6   | 20 Sitze |
| 2004 | 4   | 8   | 8   | 20 Sitze |

- FWG = Freie Wählergemeinschaft Hochdorf-Assenheim e. V.

### Bürgermeister
Ortsbürgermeister von Hochdorf-Assenheim ist Walter Schmitt (FWG). Bei der Direktwahl am 26. Mai 2019 wurde er mit einem Stimmenanteil von 70,30 % gewählt und damit Nachfolger von Gabriele Böhle (CDU), die nach zehn Jahren im Amt nicht mehr kandidiert hatte. Bei der Direktwahl am 9. Juni 2024 wurde er als einziger Bewerber mit 89,7 % für weitere fünf Jahre in seinem Amt bestätigt.

### Wappen

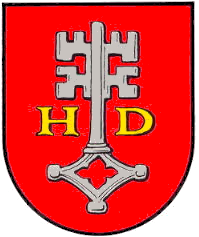
Hochdorf
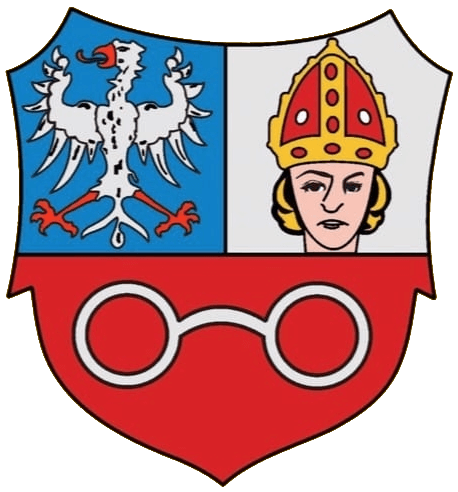
Assenheim

| Wappen von Hochdorf-Assenheim | Blasonierung: „In von Silber und Blau geteiltem Schild oben ein blauer Doppelschlüssel, unten ein brillenförmiges silbernes Gemarkungszeichen.“ |
| Wappen von Hochdorf-Assenheim | Wappenbegründung: Die Farben Silber und Blau verweisen auf die ehemaligen Ortsherren, das Hochstift Speyer und die Grafen von Leiningen. Der Schlüssel stammt aus dem alten Wappen von Hochdorf, das brillenförmige Zeichen aus dem von Assenheim. Es wurde 1977 von der Bezirksregierung Neustadt genehmigt. |

## Kultur und Sehenswürdigkeiten

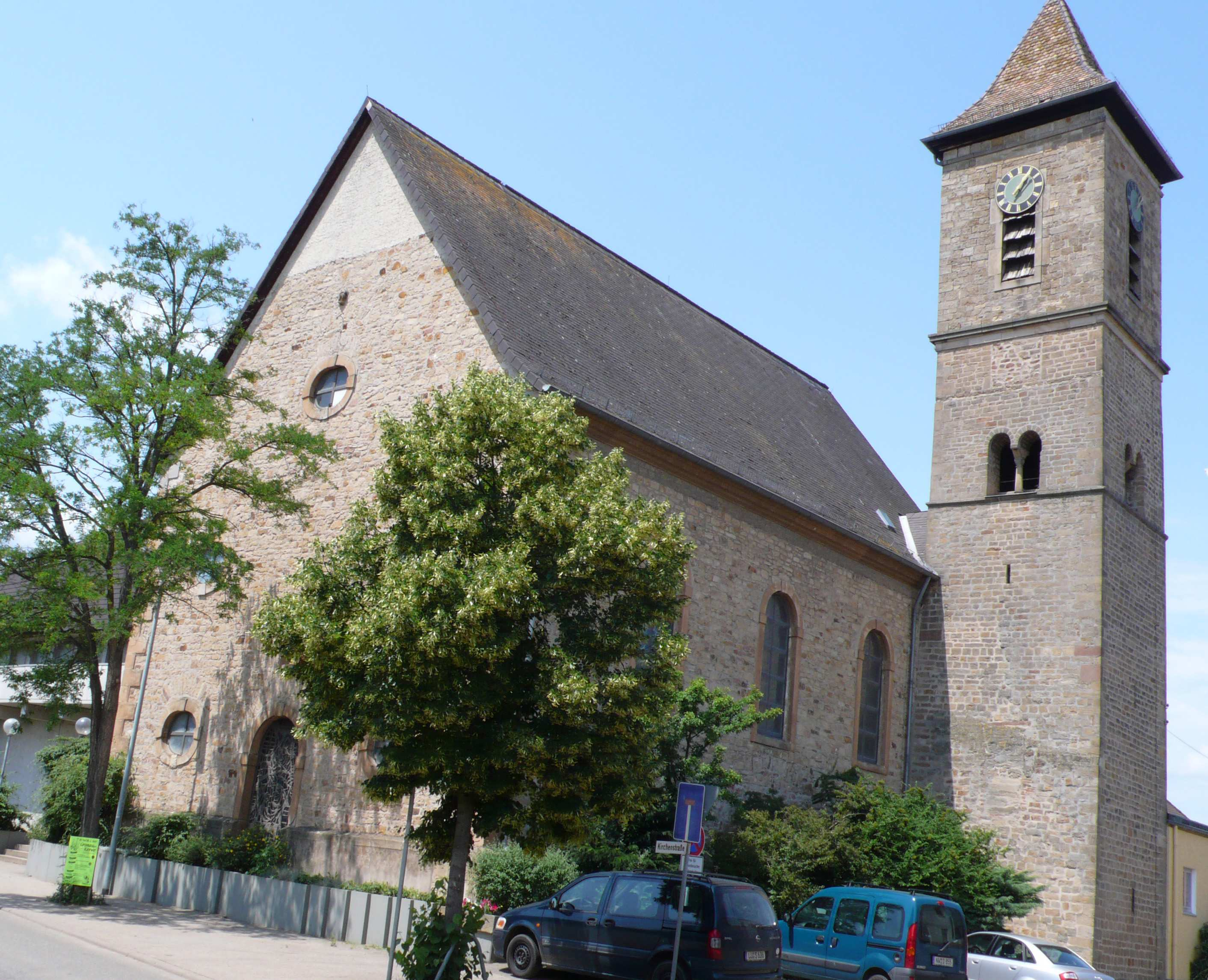
Katholische Kirche Hochdorf

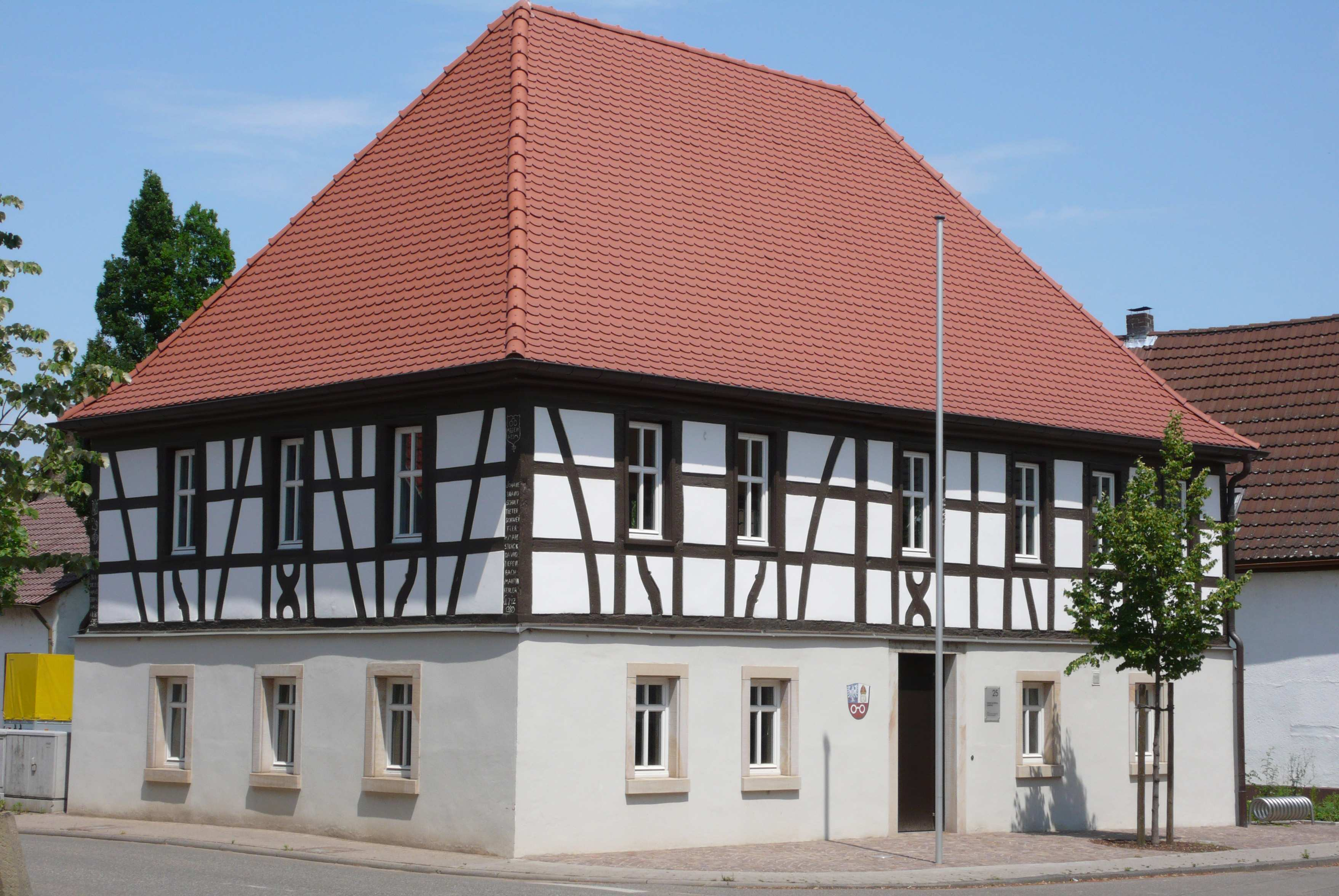
Historisches Rathaus Assenheim

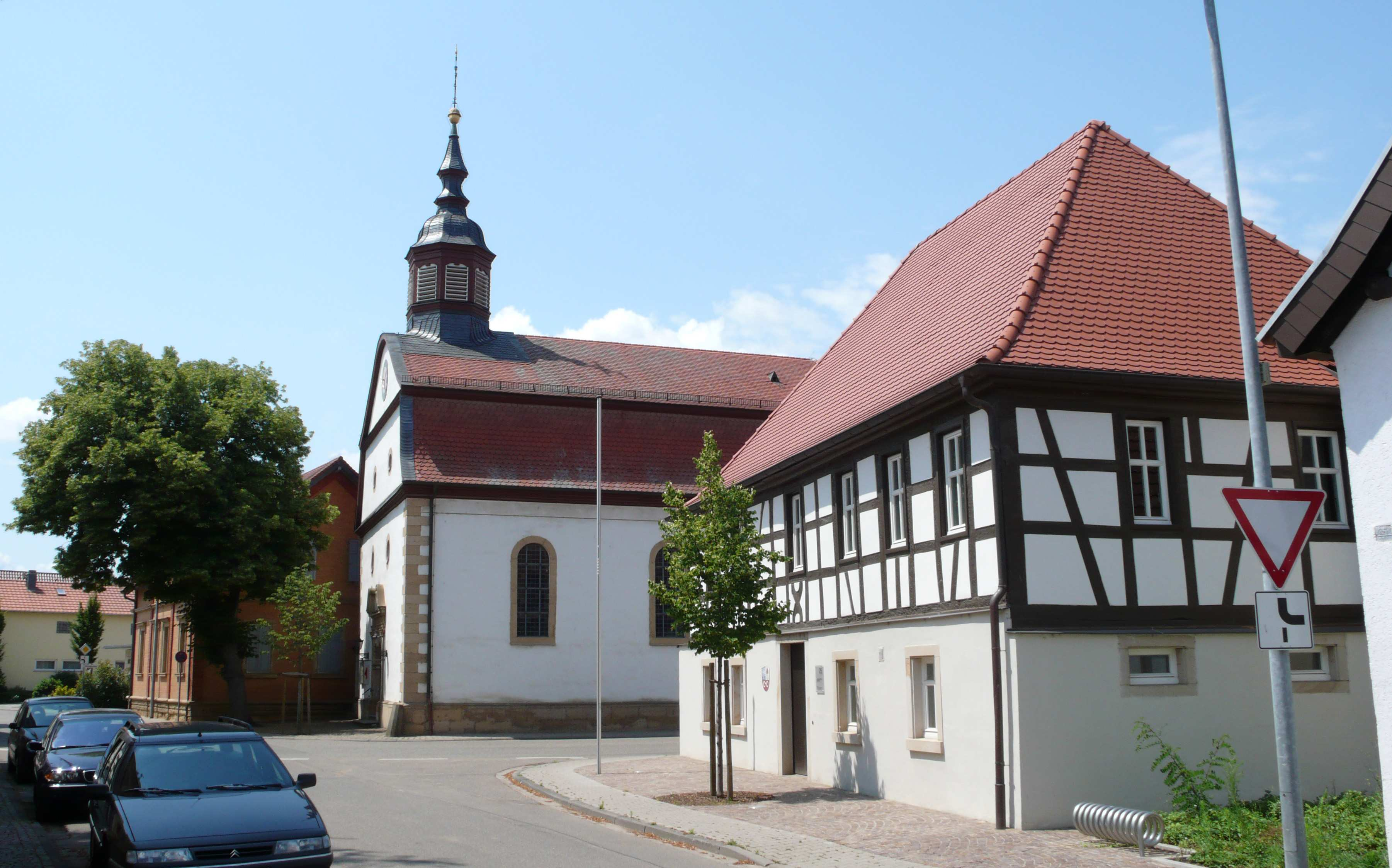
Historisches Rathaus und evangelische Kirche in Assenheim

### Bauwerke
- Katholische Pfarrkirche St. Petrus (Hauptstraße 51, Hochdorf): Die heutige Kirche wurde 1756 erbaut, Vorgängerbauten an gleicher Stelle sind bis 1179 nachweisbar.
- Katholisches Pfarrhaus (Hauptstraße 53, Hochdorf): Der zweigeschossige Putzbau steht direkt hinter dem Chor der Kirche und wurde im gleichen Jahr erbaut. Zu dieser Zeit war der Repräsentationsbau das größte Wohnhaus des Ortes. Teile der Umfassungsmauer und Toranlage des Pfarrhofes lassen sich bis in das 16. Jahrhundert zurückdatieren.
- Protestantische Pfarrkirche (Langstraße 23, Assenheim): Erbaut 1752–1758 als spätbarocke Saalkirche.
- Ehemaliges Schul- und Rathaus (Hauptstraße 83, Hochdorf): Erbaut 1819 als Ersatz des seit dem 17. Jahrhundert bekannten Vorgängerbaus. Eingeschossiger, großflächiger Bau mit Satteldach und sehr großen Fenstern an Fassade und Hofseite.
- Ehemaliges Rathaus (Langstraße 25, Assenheim): Zweigeschossiger Bau mit massivem Erdgeschoss, Obergeschoss als Sichtfachwerk und hohem Walmdach. Das Gebäude diente auch als Schulhaus, wurde 1957 restauriert und teilweise umgebaut und heute als evangelische Sozialstation genutzt.
- Oberstraße 30 (Assenheim): Ältestes Haus des Ortes, Wohnhaus eines ehemaligen Dreiseithofes mit zwei Dachgeschossen und Satteldach, im 18. Jahrhundert erbaut.
- Hauptstraße 78 (Hochdorf): Eingeschossiges Wohnhaus, um 1800 erbaut, mit hohem Satteldach und Schopfwalmen.
- Hauptstraße 80 (Hochdorf): Wohnhaus eines Bauernhofes von 1807. Zweigeschossiger Putzbau mit spätbarocken und klassizistischen Einzelformen, war zur Bauzeit das größte Privathaus des Ortes.
- Hauptstraße 97 (Hochdorf): Wohnhaus eines Hofes aus dem Jahr 1777, ehemals als Wirtshaus „Zur Krone“ genutzt. Wegen der teilweise öffentlichen Nutzung vergleichsweise groß angelegter Bau.
- Hauptstraße 103 (Hochdorf): Spätbarocker Dreiseithof aus dem späten 18. Jahrhundert, der einzige weitgehend original erhaltene Dreiseithof des Ortes. Im Hof befindet sich der spätmittelalterliche Taufstein der katholischen Pfarrkirche.
- Ehemaliges Gut des Johanniterordens (Hauptstraße 110, Hochdorf): 1782 als spätbarocker Hakenhof erbaut. Eingeschossiger Putzbau, Satteldach mit Schopfwalmen. Die Hinterseite des Hofes wird durch die originale, teilunterkellerte Scheune gebildet, die Hofeinfahrt ist durch zwei klassizistische Torpfosten mit Pinienaufsätzen flankiert.
- Bildstock (vor Hauptstraße 166, Hochdorf): 1785 in Form einer kleinen Kapelle als Station bei Feldprozessionen erbaut.
- Friedhof von Assenheim: Aus der Zeit vor dem Zweiten Weltkrieg blieben zwei Grabmäler aus den Jahren 1912 und 1919 erhalten.
- Friedhof von Hochdorf: Anfang des 19. Jhs. an die heutige Stelle verlegt, das Friedhofskreuz von 1758 und einige Grabkreuze aus dem 18. Jahrhundert in der Umfassungsmauer wurden vom ursprünglichen Friedhof hierher verbracht.
- Wegekreuz (Böhler Straße, 700 m südlich der Hauptstraße): Missionskreuz aus dem Jahr 1858, der Metallkorpus stammt aus dem Jahr 1887.

Siehe auch: Liste der Kulturdenkmäler in Hochdorf-Assenheim

### Musik
- Blaskapelle 1934 Assenheim e. V.
- Katholischer Musikverein Hochdorf 1931 e. V.
- Die Band Grand Malör stammt aus Hochdorf-Assenheim. Bis 2002 nannte sich die Band auch „die Assremer Bänd“ (= Mundart für Assenheimer Band). Die Kapelle organisierte 1996 ein Open-Air-Benefiz-Konzert und erspielte bei 2500 Gästen 32.000 DM für krebskranke Kinder.

## Wirtschaft und Infrastruktur

### Wirtschaft
Ein Wirtschaftszweig in der Gemeinde ist Weinanbau. Die Weinlage Fuchsloch (51,54 ha) ist Teil der Großlage Deidesheimer Hofstück.

### Verkehr
Südöstlich des Ortes verläuft die Bundesautobahn 65. In die umliegenden Gemeinden führen Busverbindungen. Hochdorf-Assenheim gehört zum Tarifgebiet des Verkehrsverbunds Rhein-Neckar.

### Bildung
In Hochdorf gibt es eine Grundschule. Weiterführende Schulen können in den Nachbargemeinden besucht werden.

## Persönlichkeiten
- Georg Friedrich Dürk (1788–1877), napoleonischer Soldat und Ritter der französischen Ehrenlegion; langjähriger Bürger von Hochdorf, dort auch beigesetzt.